# 戈德亚姆县
戈德亚姆县（Kottayam）是印度喀拉拉邦的一個縣，位於該國西南部，面積2,208平方公里，每年平均降雨量3,600毫米，2011年人口1,979,384，人口密度每平方公里896人。

## 外部連結
- Official website of Kottayam District
- （页面存档备份，存于） Best tourism places in Kottayam